# Frank Kungler
Frank Kugler, parfois orthographié Kungler (né le 29 mars 1879 – décédé le 7 juillet 1952), est un ancien sportif germano-américain éclectique ayant remporté des médailles olympiques dans plusieurs disciplines.
Ses médailles olympiques, longtemps attribuées aux États-Unis, ont finalement été reconnues en 2022 comme obtenues sous drapeau allemand, car, bien qu'il vivait aux États-Unis, sa naturalisation américaine ne date que de 1913.

## Jeux olympiques
Jeux olympiques d'été de 1904 à Saint-Louis 
- Médaille d'argent en poids lourds en lutte.
- Médaille de bronze au tir à la corde, dans le cadre d'une équipe mixte.
- Médaille de bronze en poids lourds à un bras en Haltérophilie.
- Médaille de bronze en poids lourds à deux bras en Haltérophilie.